# Frederico Paredes
Frederico Paredes, född 31 januari 1889 i Lissabon, död 4 november 1972, var en portugisisk fäktare.
Paredes blev olympisk bronsmedaljör i värja vid sommarspelen 1928 i Amsterdam.